# Филип Вилхелм фон Харф
Филип Вилхелм фон Харф (на немски: Philipp Wilhelm Freiherr von Harff; † сл. 25 юли 1696) е благородник от род фон Харф, господар на дворец Харф, издигнат 1650 г. на фрайхер.
Той е син на Йохан фон Харф († 1672) и съпругата му Мария Катарина фон Метерних († 1648), дъщеря на Едмунд фон Метерних, цу Ветелховен, Калденборн († 1617) и Мария Елизабет Принт фон Хорххайм фон ден Брьол. Внук е на Даем фон Харф-Драйборн-Хюлс († 1641) и съпругата му Елизабет фон Бинсфелд († 1627). Правнук е на Даем фон Харф, цу Драйборн († 1596) и Маргарета фон Елтц, наследничка на Драйборн († 1580). Праправнук е на Клайс фон Харф († ок. 1569) и Маргарета фон Мероде († 1585).
През 1585 г. фамилията фон Харф поема владението в Драйборн (в Шлайден) до 1794 г. Фамилията забогатява и през 1650 г. е издигната на фрайхер. Родът фон Харф има гробно място в църквата Св. Йоханес Баптиста в Олеф.

## Фамилия
Филип Вилхелм фон Харф се жени пр. 25 март 1683 г. за Мария Катарина фон дер Хорст цу Хаус (* ок. 1660; † сл. 8 март 1715), внучка на Йохан фон дер Хорст, губернатор на Хайделберг, дъщеря на фрайхер Йобст Дитрих фон дер Хорст цу Хаус и фрайин Катарина фон дер Хорст цу Хеленбройх. Те имат един син и две дъщери:
- Елеонора фон Харф, омъжена 1714 г. за Кристоф Ернст Франц фон Ролсхаузен цу Тюрних († ок. 1779)
- Вернер Фридрих фон Харф (* 16 юни 1679, Драйборн; † 30 септември 1726, Драйборн), женен на 8 март 1705 г. за фрайин Ева Франциска фон Хоенек († 9 декември 1767), дъщеря на фрайхер Йохан Феликс фон Хоенек и фрайин Одилия Мария фон Френтц цу Френз и Щолберг (* 1651); имат две дъщери
- Анна Мария Катарина Амбросиана фон Харф (* 13 май 1694; † 10 януари 1729), омъжена ок. 17 август 1717 г. за фрайхер Филип Антон Дамиан фон Буршайдт (* ок. 1670; † 13 юни 1741, Драйборн)